# Mornese
Mornese est une commune italienne de la province d'Alexandrie dans la région du Piémont en Italie.

## Administration
| Période                                  | Période | Identité | Étiquette | Qualité |
| ---------------------------------------- | ------- | -------- | --------- | ------- |
|                                          |         |          |           |         |
| Les données manquantes sont à compléter. |         |          |           |         |

### Hameaux
Mazzarelli

### Communes limitrophes
Bosio (Italie), Casaleggio Boiro, Montaldeo, Parodi Ligure

## Personnalités liées à la commune
- Marie-Dominique Mazzarello (1837-1881), religieuse éducatrice, fondatrice avec Don Bosco des Filles de Marie-Auxiliatrice.